# Johann Scherz
Johann Scherz (* 3. Juli 1932 in Wien; † 23. September 2004 ebenda) war ein österreichischer Karambolagespieler und Weltmeister.

## Privates
Hans’l, wie er auch genannt wurde, war ein echtes Wienerkind aus Ottakring. Sein Vater, der einen legendären Ruf als „Kraftlackl“ (Kraftprotz) hatte und im Varieté als Assistent des „stärksten Mannes der Welt“ dessen verbogene Eisenstangen wieder gerade bog, gab ihm die Portion Künstlerblut mit auf den Weg, die ihn zu einem der beliebtesten Showmenschen im Billardzirkus der Amateure machte. Scherz liebte seinen Sport und stellte dies auch offen zur Schau. Niemand sagte ihm Überheblichkeit oder Arroganz nach, im Gegenteil, seine Bescheidenheit war entwaffnend und überlegen zugleich. Billard war für ihn Selbstverwirklichung, seine Sprache war nicht die eines Trainers, sondern die eines Faszinierten.
Am 30. Januar 1952 wurde er Mitglied des BSK Union und blieb dies bis zu seinem Tod. Er war verheiratet mit Gerti, die durch ihre Toleranz und ihr Engagement die Karriere ihres Mannes unterstützte.
Johann Scherz zählte fast drei Jahrzehnte lang zu den besten Karambolagespielern der Welt. Er gewann insgesamt 92 nationale Titel, zwei Europameistertitel und einen Weltmeistertitel.
Vom 4. bis 24. November 1966 wurden Scherz, Ceulemans und Schulte zu Schaukämpfen nach Japan eingeladen. Der spätere Weltmeister Nobuaki Kobayashi ließ sich daraus einen dreistündigen Lehr- bzw. Lernfilm zusammenschneiden.

## Karriere
1952, er war gerade 20 Jahre alt, gewann er erstmals die 2. Klasse Einband am kleinen Brett. 1953 begleitete er den damals erfolgreichsten österreichischen Spieler, Ernst Reicher, zur Cadre-71/2-Europameisterschaft nach Viersen, um erste internationale Turnierluft zu schnuppern und gleichzeitig europäische Spitzenspieler zu beobachten. Im gleichen Jahr nahm er zum ersten Mal an der Österreichischen Staatsmeisterschaft im Dreiband (ÖSD) teil und wurde Dritter, 1954 und 1955 Zweiter und 1956 erstmals Sieger. Er sollte diesen Titel bis 1987 insgesamt 28 Mal gewinnen. Seine letzte Teilnahme bei der ÖSD war 1996, mit 64 Jahren und einer Silbermedaille. Im Jahr 1954 errang er seinen ersten Staatsmeistertitel im Einband. Seine erste vordere Platzierung auf europäischer Ebene war der dritte Platz bei der Dreiband-Europameisterschaft 1957. Nur ein Jahr später konnte er in Cannes den EM-Titel im Dreiband vor den Weltmeistern August Tiedtke und René Vingerhoedt gewinnen und schaffte mit 13 Punkten einen neuen Serienweltrekord. Die Partie wurde sogar im damals jungen Medium Fernsehen übertragen. Die Kameraführung und Technik erinnert an alte Kintopp-Zeiten: Nahe Bälle sahen aus wie Medizinbälle, auf Distanz aufgenommen wurden sie zu Murmeln. 1959 schaffte er es bei der Einband-Europameisterschaft bis ins Finale, verlor dort jedoch gegen den Belgier René Vingerhoedt. 1960 verbesserte er den Weltrekord im Dreiband-Einzeldurchschnitt auf 1,363. Im selben Jahr wurde er bei der Österreichischen Staatsmeisterschaft Dreiband – trotz besten Generaldurchschnittes (GD) – Letzter. Seine Kontrahenten Franz Engl, Ernst Reicher und Heinrich Weingartner einigten sich trotzdem darauf, ihn im nächsten Jahr zur EM nach Triest zu schicken. Dort konnte er dann auch seinen zweiten Dreiband-EM-Titel gewinnen, vor dem Niederländer  Henry de Ruyter und dem späteren 23-fachen Rekordsieger Raymond Ceulemans aus Belgien. 1963 baute er seine Medaillensammlung weiter aus. Er errang jeweils Silber bei der Dreiband-EM und -WM und stellte beim Gewinn der Einband-EM in Lissabon einen neuen BED-Europarekord von 11,11 auf.
Nach 1961 stand er noch insgesamt elfmal im Finale der Dreiband-EM (1962 bis 1966, 1968, 1970, 1971, 1978, 1980 und 1982), verlor jedoch stets gegen Seriensieger Ceulemans. 1963 wurde er Vizeweltmeister bei der Dreiband-Weltmeisterschaft. Was ihm weder im Einband noch im Dreiband gelang, sollte Scherz dann endlich 1965 im spanischen Huelva im Cadre 71/2 erreichen: den ersehnten WM-Titel, es sollte sein einziger bleiben. Im Finale gegen den Lokalmatador José Gálvez riss ihm beim vorletzten Punkt die Pomeranze ab, was er nicht bemerkte. Siegfried Spielmann ein deutscher Spieler, sah dies und rief ihm zu: „Johann, deine Pomeranze ist ab.“ Die Botschaft vernahm Scherz jedoch nicht und er gewann das Match ohne Pomeranze. Im selben Jahr wurde er zudem erneut Vizeweltmeister im Dreiband.
Er erreichte bis Anfang der 1980er Jahre noch viele vordere Platzierungen bei Welt- und Europameisterschaften, allerdings ohne einen weiteren Titel zu gewinnen.
Quellen:

## Erfolge
- Cadre-71/2-Weltmeisterschaft:  1965  1966, 1968
- Dreiband-Weltmeisterschaft:  1963, 1965  1968, 1970, 1981
- Einband-Weltmeisterschaft:  1968, 1978
- Dreiband-Europameisterschaft:  1961, 1968  1962, 1963, 1964, 1965 (2 ×), 1968, 1970, 1971, 1979, 1980, 1982  1957, 1967, 1969, 1976, 1977
- Einband-Europameisterschaft:  1959, 1963, 1964, 1966, 1976  1967, 1975
- Cadre-71/2-Europameisterschaft:  1965, 1968

- Fünfkampf-Europameisterschaften für Nationalmannschaften:  1977, 1985
- Österreichische Staatsmeisterschaft Dreiband:  28 ×  1954, 1955, 1963/2, 1988, 1996/2  1953, 1989/1
- Österreichische Staatsmeisterschaften insgesamt:  92 × in verschiedenen Disziplinen

Welt- (WR) und Europarekorde (ER)
- WR: Höchstserie (HS) 13 (1958, Dreiband); BED 1,363 (1960, Dreiband-WM)
- ER: HS 10 (1958, Dreiband), BED 11,11 (1963, Einband-EM)

Quellen: